# Dugda
Dugda (en hindi: दुग्द ) es una localidad de la India, en el distrito de Bokaro, estado de Jharkhand.

## Geografía
Se encuentra a una altitud de 228 m s. n. m. a 126 km de la capital estatal, Ranchi, en la zona horaria UTC +5:30.

## Demografía
Según estimación 2010 contaba con una población de 22 307 habitantes.